# Paillet
Paillet ist eine französische Gemeinde im Département Gironde in der Region Nouvelle-Aquitaine. Die Gemeinde liegt im Einzugsgebiet der Stadt Bordeaux. Während Paillet im Jahr 1962 noch über 774 Einwohner verfügte, zählt man aktuell 1192 Einwohner (Stand 1. Januar 2022).
Die Gemeinde gehört zum Kanton L’Entre-deux-Mers im Arrondissement Langon.

## Bevölkerungsentwicklung
| Jahr                       | 1962 | 1968 | 1975 | 1982 | 1990 | 1999 | 2008 | 2017 |
| Einwohner                  | 774  | 839  | 792  | 872  | 934  | 989  | 1170 | 1213 |
| Quellen: Cassini und INSEE |      |      |      |      |      |      |      |      |

## Weinbau
Paillet ist eine Weinbaugemeinde; die Rebflächen gehören zu den Appellationen Premières Côtes de Bordeaux und Cadillac.

## Sehenswürdigkeiten

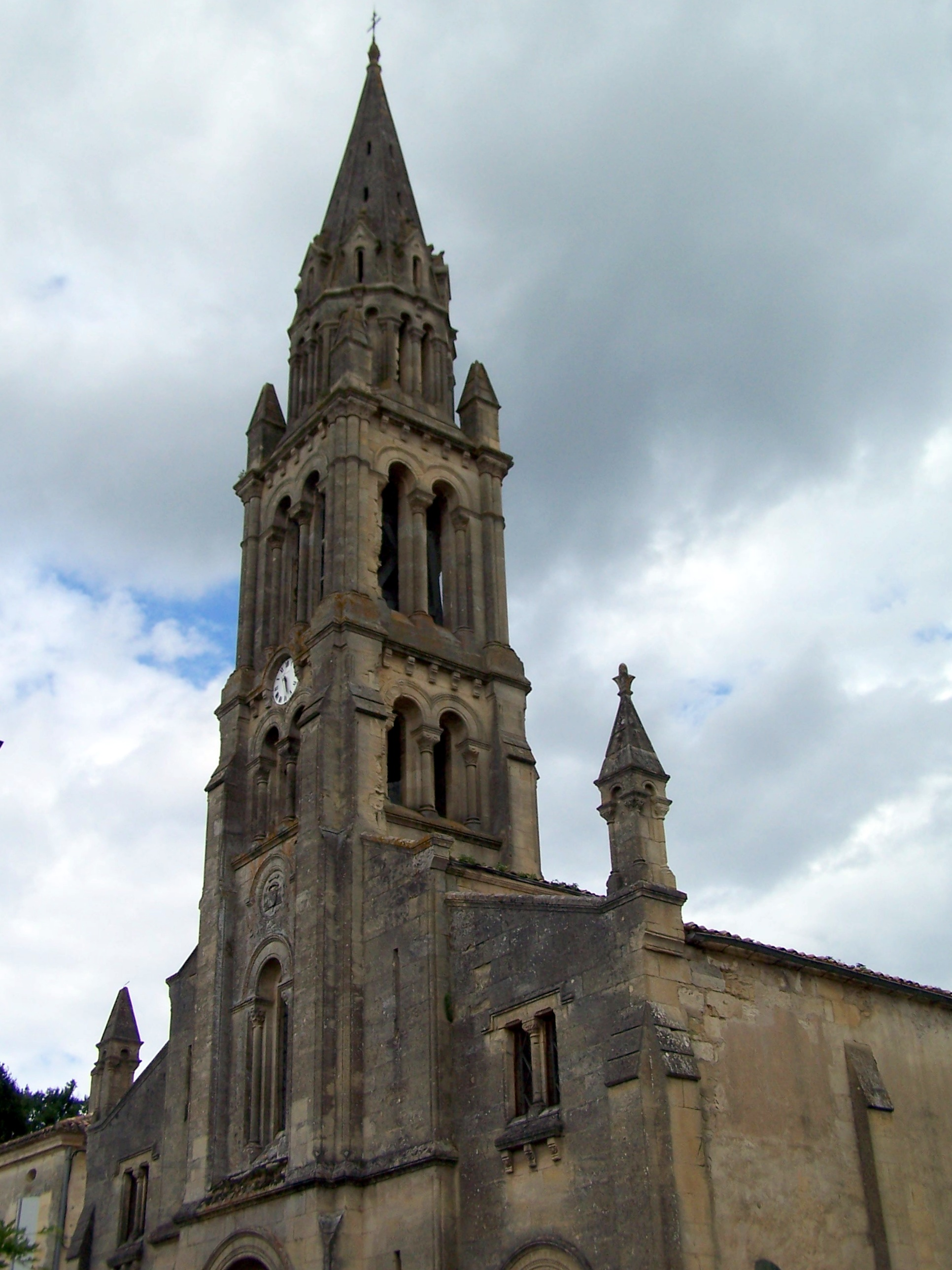
Kirche Saint-Hilaire

- Kirche Saint-Hilaire (Monument historique)